# Kjell Bäckman
Kjell Hilding Bäckman, född 21 februari 1934 i Göteborg, död 9 januari 2019 i Västra Frölunda, var en svensk skridskoåkare.
Han blev olympisk bronsmedaljör på 10 000 meter i Squaw Valley 1960. Bäckman är begravd på Västra kyrkogården i Göteborg.

### Fotnoter
1. ↑  Familjesidan.se
2. ↑  ”Kjell Bäckman”. Sveriges olympiska kommitté. http://sok.se/idrottare/idrottare/k/kjell-backman.html. Läst 23 november 2016.
3. ↑  SvenskaGravar